# IC 1121
IC 1121 ist eine kompakte Galaxie vom Hubble-Typ C im Sternbild Schlange am Nordsternhimmel. Sie ist schätzungsweise 584 Millionen Lichtjahre von der Milchstraße entfernt.
Das Objekt wurde am 19. Juni 1890 von Edward D. Swift entdeckt.